# Pycnarmon
Pycnarmon is een geslacht van vlinders van de familie van de grasmotten (Crambidae). De wetenschappelijke naam van dit geslacht is voor het eerst voorgesteld door Julius Lederer in een publicatie uit 1863.

## Soorten
- P. abraxalis (Walker, 1866)
- P. aeriferalis (Moore, 1877)
- P. annulalis (Dognin, 1906)
- P. argenticincta (Hampson, 1899)
- P. argyria (Butler, 1879)
- P. aripanalis (Hampson, 1899)
- P. cecinalis (Dognin, 1897)
- P. chinensis (South, 1901)
- P. cribrata (Fabricius, 1794)
- P. crocalis (Hampson, 1899)
- P. cyanoxantha (Meyrick, 1934)
- P. decipiens Munroe, 1958
- P. deicoonalis (Walker, 1859)
- P. dialithalis Hampson, 1917
- P. diaphana (Cramer, 1777)
- P. dichocrocidalis (Strand, 1918)
- P. diffusalis Hampson, 1917
- P. dryocentra (Meyrick, 1933)
- P. eosalis Viette, 1958
- P. fulvomarginalis (Pagenstecher, 1900)
- P. geminipuncta (Hampson, 1912)
- P. glaucias (Meyrick, 1894)
- P. grisealis (Kenrick, 1912)
- P. idalis (Walker, 1859)
- P. jaguaralis (Guenée, 1854)
- P. juanalis Schaus, 1933
- P. lactiferalis (Walker, 1859)
- P. leucinodialis (Schaus, 1912)
- P. leucodoce Meyrick, 1936
- P. levinia (Stoll, 1781)
- P. macilentalis Viette, 1958
- P. macrotis (Meyrick, 1897)
- P. mallaleuca (Hampson, 1907)
- P. marginalis (Snellen, 1890)
- P. meritalis (Walker, 1859)
- P. mioswari (Kenrick, 1912)
- P. nebulosalis Hampson, 1896
- P. orophila Ghesquière, 1940
- P. pantherata (Butler, 1878)
- P. peruvialis Hampson, 1917
- P. praeruptalis (Lederer, 1863)
- P. pseudohesusalis Strand, 1920
- P. pulchralis (Swinhoe, 1901)
- P. quinquepuncta (Swinhoe, 1904)
- P. radiata (Warren, 1896)
- P. sarumalis (Holland, 1900)
- P. schematospila (Meyrick, 1937)
- P. sciophila Ghesquière, 1940
- P. septemnotata (Mabille, 1900)
- P. sericea Ghesquière, 1940
- P. sexpunctalis (Hampson, 1912)
- P. staminalis (Hampson, 1912)
- P. subpictalis (Hampson, 1912)
- P. syleptalis (Hampson, 1899)
- P. tapeina Ghesquière, 1940
- P. virgatalis Moore, 1867
- P. vohilavalis (Viette, 1954)